# Volbură
Volbura, sau rochița-rândunicii, (Convolvulus arvensis) este o specie de plante, nativă Europei și Asiei. Este o plantă perenă, erbacee, cățărătoare sau târâtoare, care poate crește până la 2 m. Frunzele sunt dispuse în spirală, de formă variată, lungi de 2–5 cm, cu un pețiol de 1–3 cm. Florile au formă de trompetă, cu diametrul de 1-2,5 cm, albe sau roz pal, cu cinci dungi radiale mai închise la culoare.
Există două varietăți:

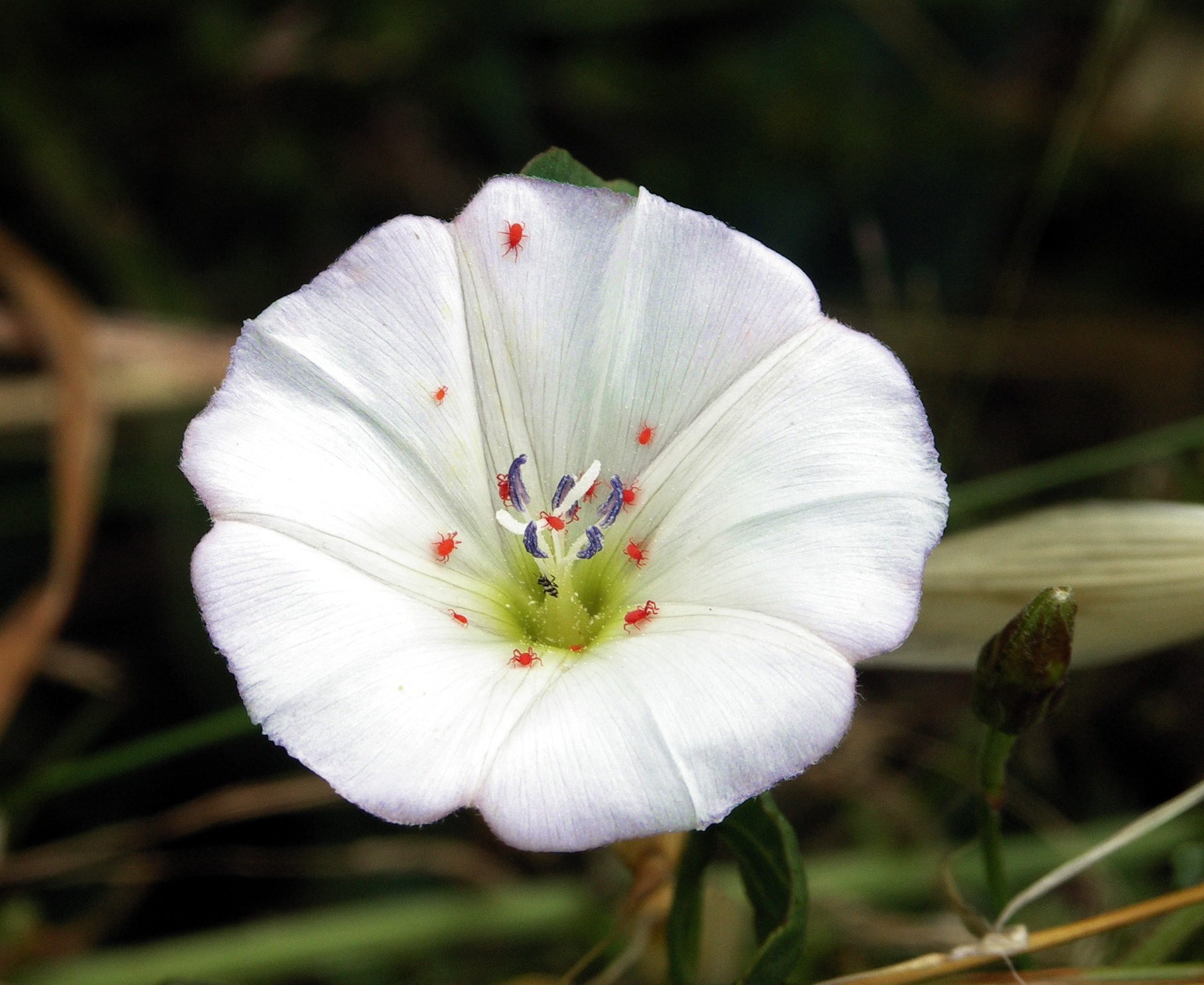
Floare cu acarieni roşii

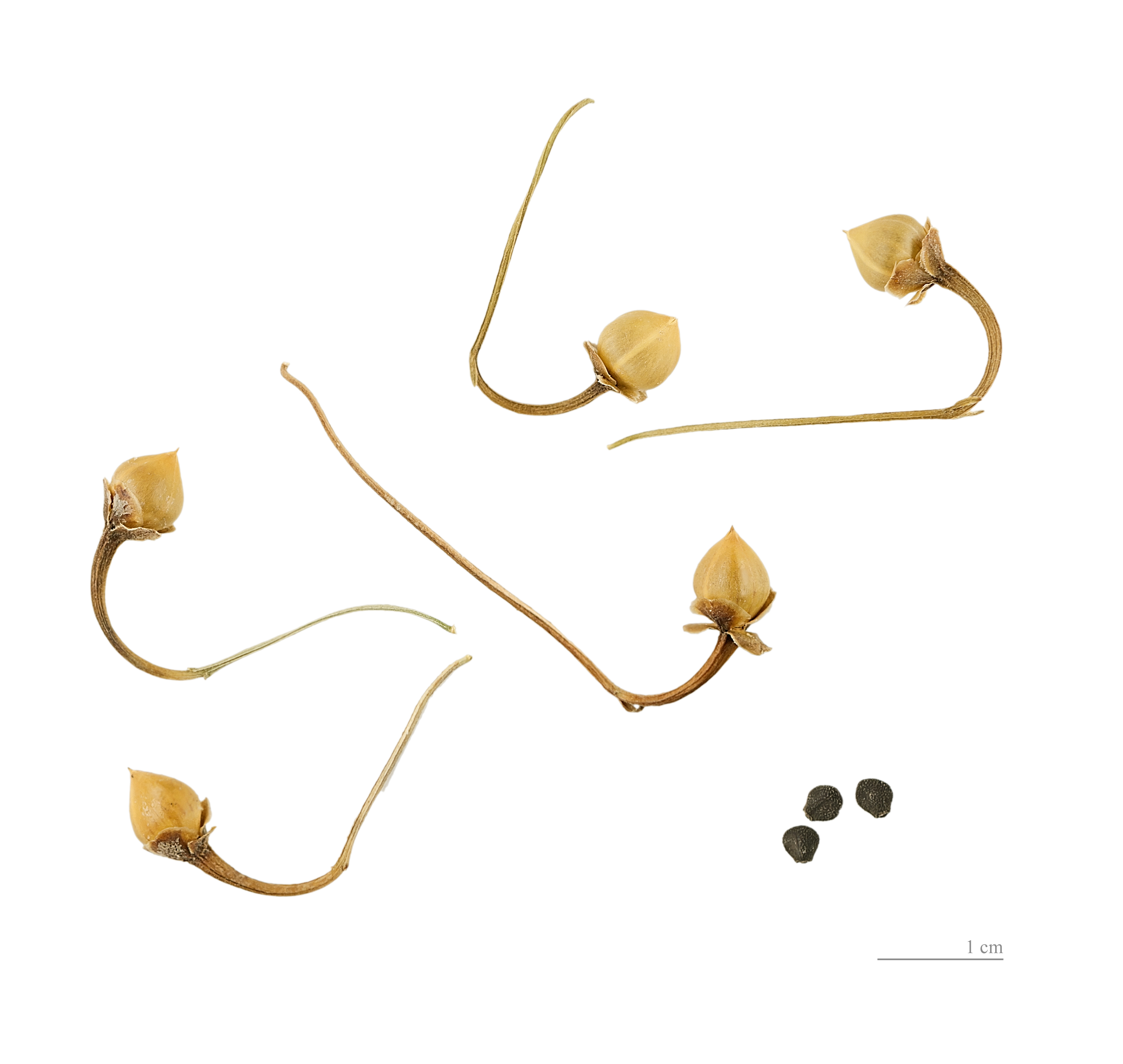
Convolvulus arvensis

- Convolvulus arvensis var. arvensis - frunze late.
- Convolvulus arvensis var. linearifolius - frunze înguste

Deși produce flori atractive, deseori este considerată a fi o buruiană din cauza creșterii rapide și sufocării plantelor cultivate. A fost introdusă în America de Nord, unde, pe alocuri, este o specie invazivă. Covoarele formate invadează culturile și scad recolta; se estimează că pierderile cauzate de această plantă în SUA depășesc 377 milioane de dolari doar în 1998.